# پیشوند
پیشوند در زبان‌شناسی، یک وند است که پیش از ریشهٔ واژه می‌آید. در زبان فارسی، از صفت‌ها نیز می‌توان به عنوان پیشوند بهره برد؛ مانند: «ریز» در ریزموج، «سرخ» در سرخ‌پوست، و «خوش» در خوش‌مزه اما در اصل پیشوند نیستند و واژه مرکب هستند.

## پیشوندهای فارسی
پیشوندهای مرسوم تکواژ در زبان فارسی:
| پیشوند              | کاربرد | نمونه کهن | نمونه نوساخته |
| آ (1)               | این پیشوند برای حالت های ذهنی به کار می رفته است.                                                                         | آرامش ، آسایش ، آموزش ، آشنایی | |
| آ (2)/ا/اَن          | این پیشوند برای نفی به کار می‌رود و هم‌ریشه و هم‌ارز a/an/ab در زبان انگلیسی می‌باشد.                                         | آوردن (آبُردن)، انیران، امرداد، اریخت ، اندوه.                                                                                                 | اَریخت |
| اَبَر                 | این پیشوند برای بیان بزرگنمایی به‌کار می‌رود و هم‌ارزِ super در زبان انگلیسی است.                                             | ابرمرد، ابررسانا، ابرپیچند. | ابرقهرمان ، ابررایانه ، ابرروبات ، ابرتراشه |
| اَبی                 | این پیشوند دیسهٔ دیگرِ «بی» می‌باشد.                                                                                         | ابیراهی. | |
| اَدَر                 | به معنی پایین | اَدَر منش = فروتن | |
| ارتا/ارد/           | این پیشوند به معنی راست و درست است و هم‌ریشه و هم‌معنی با ortho می‌باشد.                                                     | اردیبهشت، اردکان، اردبیل، اردشیر | اَرتاساخت، اَرتافکی، اَرتاپزشکی. |
| آز- /ز- /هز/آز/     | به معنی بیرون این پیشوند غالباً همراه با فعل به‌کار می‌رود و به معنی بیرون و هم‌ریشه با ex/ec/e انگلیسی است.                  | آزمودن ، زدودن، آزمایش، هزینه، هزوارش. | آزگزیدن ، آزستردن ، آزفرستادن |
| اَسَر-                | به معنی از ابتدا ، ازلی ، داعم و همیشگی                                                                                   | اسر منش (اسر مانش) = دائم الفکر اسر روشنایی = روشنایی نخستین ، روشنایی ازلی و جاودان                                                          | |
| آغ                  | به معنی ابتدایی ، آغازین                                                                                                  | آغاز ، آغاختن ، آغوز (اولین شیر گوسفند... که پس از زایمان به نوزاد خود می دهد.) ، آغرَ                                                         | |
| اَف/آف / آپ / ف-     | این پیشوند معنی بالا است و هم‌ریشه با Up انگلیسی است.                                                                      | افراشتن، آفتاب ، آفریدن ، اپراست ، افشزدن ، افکندن ، افسرده ، افزودن ، افروختن ،                                                              | افشانه، افزونه ، افماردن، افسر (کسی که چیزی بر سر دارد) افسار (سار هم به عنوان پسوند به کار رفته و هم معنای مستقل سر جاندار می‌دهد افسار به معنی آنچه که بر سر جاندار نهاندند) |
| آک-                 | به معنی بد و ناپسند | آکروان = دارای روان پلید آکوشیدار = کوشنده ی راه شر                                                                                           | |
| اِم                  | به معنی این | امروز ، امسال ، امشب | |
| اَن / هَن             | | هندسه، انباشتن، اندوختن(هندوختن)، انجمن | |
| آنا                 | شکل قدیمی تر "نا" ریشه Ana در لاتین.                                                                                      | آناشناسش (ناشناسی) ، آناشنوایش (ناشنوایی) ، آنا خرسندی ، آنایوختگی (افسار گسیختگی)                                                            | |
| آنیا                | به معنی "دیگر ، دیگری ، به روش دیگر"                                                                                      | انیا پرسی | |
| اندر/ اَن-/ در-      | دیسه‌ای دیگر از «در» است که هم‌ارز inter در زبان انگلیسی است و به معنی درون، میان یا میان دوچیز می‌باشد.                     | اندر شدن ، اندرآمیخته، اندرونی ، انگیختن ، انگیزه                                                                                             | اندرکنش، اندرهلیدن، اندرخورد، اندراختریک، اندرابریک، اندراتمیک. |
| اول                 | این پیشوند به معنی بالا است و برابر "اول تر یا Ultra" در لاتین است.                                                       | اول اوستن (بلند شدن) | |
| ایو- / ای-          | به معنی یکی ، تک ، واحد هم ارز Uni-                                                                                       | ایوارش ، ایوگی ، ایوانگی | |
| ب(۱)                | کاربرد این پیشوند در رساندن مفهوم دارندگی چیزی است و دیسه کوتاه شده «با» است.                                             | بِخرد، بِهوش. | |
| ب(۲)                | کاربرد دیگر این پیشوند در رساندن تأکید است که با فعل همراه می‌شود.                                                         | بِرفت، بِشد. | |
| با                  | کاربرد این پیشوند در رساندن مفهوم دارندگی چیزی است.                                                                       | باخرد، باوجدان، باآزرم. | باهوش ، با فهم ، با اراده |
| باز                 | این پیشوند معنی دوباره می‌دهد.                                                                                             | بازآمدن، بازگفتن ، بازگشت ، بازنویسی ، بازرس ، بازآمیزی ، بازپس گیری ، بازآرایی ، بازپذیرش ، بازپرس ، بازسازی                                 | بازدید ، بازخوانی ، بازنشر ، بازداری ، بازنگری ، بازآزمایی |
| بر                  | کابرد این پیشوند بیشتر همراه فعل است و معنی بیرون، فرا، بالا یا تأکید می‌دهد.                                              | برآمدن (طلوع کردن)، بررسیدن، برکندن. | برگاشت ، برآیند ، برخط |
| بُرز-                | به معنی بزرگ | بزرگ (سابقا برزگ بوده) ، برزو ، برزآهنگ ، برز مهر ، برزین                                                                                     | |
| بس                  | این پیشوند معنی بسیار و چندین می‌دهد.                                                                                      | بسیار ، بسی ، بسا | بسپار ، بسامد |
| بَغ / بُغ / بَگ        | به معنی بزرگ ، خدا | بغداد ، بُغرنج | |
| بُل-                 | به معنی دارنده | بل هوس ، بل کامه | |
| بُن-                 | به معنی اصلی ، شالوده ، آغازین                                                                                            | بندهشت (آفرینش آغازین) ، بنیه ، بنیاد ، بنیان ، بن بست ،                                                                                      | بُنگشت (انقلاب) ، بن ریز ، بنگاه |
| بِه-                 | به معنی نیکو و خوب | بهنام ، بهزاد ، بهفرجام ، | بهداشت ، بهبود ، بهنویسی ، بهمرگی ، بهینش ، |
| بَی-                 | برابر Bi در لاتین به معنی دو.                                                                                             | | |
| بی                  | کاربرد این پیشوند در رساندن مفهوم نا دارندگی چیزی است.                                                                    | بی، بی‌خرد ، بی معنا ، بیکاری ، بی پولی ، بی نام ، بی سیاست ، بیرون ، بیتابی ، بیدار ، بیمار                                                   | بی هویت ، بی فرهنگ ، بی شیله ، بی برو برگشت ، بی دردسر |
| بیش                 | این پیشوند معنی زیاد می‌دهد و هم‌ارز hyper در زبان انگلیسی است.                                                             | بیش‌دمی، بیش‌رویش. | بیش فعالی ، بیشینه ، بیش برآوردی ، بیش واکنشی ، بیش کنشی ، بیش پایمندی ، بیش حساس                                                                                             |
| پ - (1)             | پیشوند تاکیدی | پنهان | |
| پاد/پت / پد / پ-(2) | این پیشوند معنی ضد می‌دهد و هم‌ارز anti در زبان انگلیسی است.                                                                | پادزهر، پتیاره ، پادافراه ، پادفرهنجیدن ، پادمیرا ، پدافند ، پالودن ، پاتک ، پدیدن ،                                                          | پادساعت‌گرد، پادگردشگری، پادتن، پادگویی ، پدیدارشناسی ، پادخورشید ، پادخوانی ، پادخودریختی                                                                                     |
| پاژ / واژ / پژ      | به معنی وارونه. | واژگون (پاژگون) ، پژواک ، پژمردن ، پژولیدن ، پژوهش ، پاژنام ، پاژه، پژوردن ، پژکمیدن ، پژیدن ، واژونیدن ،                                     | پژوهان ، پاژدار ، واژونه ، واژگون نما ، واژسرنیزه ای |
| پرا (پارا)          | این پیشوند هم‌ارز para در زبان انگلیسی است.                                                                                | پراکَنش ، پرگار ، پرداخت ، پیرایش، پرچین ، پرستار ، پرستش                                                                                      | پاراهور، پراسو، پارامغناطیس، پرآسه. |
| پس                  | این پیشوند به معنی عقب (عقب‌تر از چیزی)؛ بعد (بعد از چیزی) است.                                                            | پسرفت، پس‌بر؛ پسماند، پساویز، پس‌چهر ، پساوند ، پسانیدن ، پس گرفتن ، پس فردا شب.                                                                | پسریخت ، پسآیند، پساب زدایی، پس فروختن ،پس انداز ، پس لرزه ، پس دوزی. |
| پسا                 | این پیشوند به معنی بعد (بعد از چیزی) است و هم‌ارز post در زبان انگلسیی است.                                                | پساپیش ، پسا | پسانوگرایی، پسانوین ، پساچین ، پسادست ، پساساختارگرایی ، پساسرمایه داری. |
| پِی                  | این پیشوند به معنی پس (پس از چیزی)؛ بعد (بعد از چیزی) است.                                                                | پیامد، پیجو، پیاینده. | |
| پیا / پی / پیان     | این پیشوند به معنی عصب است. وبرابر پیشوند Neuro در انگلیسی                                                                | پیان ، پیه سوز ، پیه | پیانژه (نورون) ، پیان (عصب) ، پیاروانشناسی ، پیشناسی (نورولوژی) ، پیاگیزَن (هورمون عصبی) ، پیفرتورنگاری                                                                        |
| پیرا/پر             | این پیشوند به معنی دور و پیرامون چیزی است و هم‌ارز peri در زبان انگلیسی است.                                               | پرستیدن، پراکندن | پیراپزشکی، پیرادندان، پرناوش، پرگشتن، پیراپزشکی، پیرابین، پیراشامه. |
| پیرار / پیریر       | به معنی دواحد (روز / سال) قبل است.                                                                                        | پریروز ، پیرارسال ، | |
| پیش                 | این پیشوند به معنی جلو (جلو از چیزی)؛ قبل (قبل از چیزی) است.                                                              | پیشرفتن، پیشبرد؛ پیش نمایش، پیشامد. | پیش سازه ف پیش رانه، پیش درآمد ، پیش نمونه ، پیش پرداخت |
| تار                 | برای فضای مجازی و اصطلاحات آن هم ارز Web                                                                                  | تارتن | تاربرگ ، تارنما ، تارگاه ، تارنویس ، تارگردان (ادمین) ، تاربین(وب کم) ، تارنگار ، تارگستر (اینترنت) ، تارگپ (وب چت) ،                                                         |
| تَرا / تر            | این پیشوند که غالباً به معنی ورا (ورای چیزی) است و هم‌ارز trans در زبان انگلیسی است.                                        | ترجمه، ترگمان ، ترگویه ، تراوش ، تراویده | ترابری، تراگسیلش، ترا فرستادن، ترانهش، تراکنش، ترافرازنده، تراجنسگرایی ، ترانما (شفاف)                                                                                        |
| تک                  | این پیشوند به معنی یک، تنها است و هم‌ارز mono و uni است.                                                                   | تک‌نگاری، تکپار. | تک دوزی ، تک روی ، تک تیرانداز ، تک سرنشین |
| جا                  | پیشوند مکان | جای گیری ، جای جای | جاکفشی ، جالباسی ، جاخودکاری |
| جود/ جد/ یوت / یُدا  | به معنی جدایی ، تمایز و ضدیت                                                                                              | جودگوهر ، جدا ، یوت داستان (نا موافق) یوت دین ، یوت کیش (ناهم کیش/ دین ) ، یوتاکیدن ، یوت بینشی (مخالف با دیدگاه های معمول و داشتن بینشی جدا) | جدآیش ، جداشناس ، جداشناسی |
| خر                  | این پیشوند به معنی بزرگ است.                                                                                              | خرمگس، خربت، خرمنج، خروار، خرگوش، خرچنگ، خرچسنه ، خرکمان                                                                                      | خربزه ، خرخون ، خرپول |
| خُرد                 | به معنی کوچک و کم | خردهیکل ، خرده گیره ، خرده مغز ، خردسال | خرده فرهنگ ، خرده نظام ، خرده چا ، خرده فروشی |
| خود                 | برابر Auto در لاتین | خودرایی ، خودکامگی | خودرو ، خودکار ، خودارزیابی ، خود روزآور |
| چ                   | پیشوند تاکید | چموش | |
| در                  | این پیشوند به معنی درون، میان یا گاهی بیرون می‌باشد. همان "اندر" است.                                                      | درآمدن، درکنش، درماندن، درشمیدن، درکشیدن. | درخودماندگی ، دربرگیری |
| دِرو                 | به معنی دروغین | درو گویی | |
| دژ                  | این پیشوند به معنی بد، با شیوه بد یا ناجور به‌کار بردن می‌باشد.                                                             | دژخیم، دژآگاه، دژپیه، دژکام، دژسخن. | دژدود، دژگواری. |
| دُش                  | دیسه‌ای دیگر از دژ می‌باشد و هم‌ارز dys در زبان انگلیسی است.                                                                 | دشنام، دشمن، دشوار | دش‌دَمی، دش‌زایی، دش‌آهنگی، دش‌میزی، دش‌اُوباری، دش‌گواری. |
| دَغا                 | به معنی کاذب و دورغین | دغا سخن | |
| دگر                 | به معنی دیگر | دگردیسی ، دگرخواهی ، دگرش ، دگر تیغ | دگرجنسگرا ، دگرگزینی ، دگرخام پنداری |
| دی-                 | به معنی گذشته | دیروز ، دیشب | |
| دیت                 | به معنی "دیگر ، دیگری ، بار دیگر ، مجددا"                                                                                 | دیت نویسی | |
| رایا / رایان        | برای فضای مجازی استفاده می شود.                                                                                           | رایش ، رایانیدن | رایانه ، رایانامه ، رایانشانی ، رایانسپهر (فضای مجازی) |
| رو                  | به معنی از روی ، سرمشق | روی ، روگرفت ، روگردانی | رونوشت ، رونگاری ، روسازی |
| ری                  | احتمال هم ارز Re در زبان های دیگر و به معنی دوباره. به پژوهش های بیشتری نیاز است.                                         | ریویدن (ری+ ویدن)= باز پس فرستادن To Revive ریزیدن (ری+ چیدن)= جدا شدن برگ درختان ریهیدن ، ریدیدن ، ریهانیدن                                  | |
| ریز                 | این پیش‌وند به معنی خرد و کوچک است                                                                                         | ریزه، ریزیدن ، ریزبین ، ریزه چین | ریزگرد، ریزآرایه، ریزموج ، ریزبار ، ریزسنج ، ریز بافت |
| زار                 | پیشوند سستی و ضعف | زارپیمان (سست در پایبندی به پیمان ها) ، زار هیکل (جثه ی ضعیف)                                                                                 | |
| زیر                 | به معنی پایین برابر Sub                                                                                                   | زیرزمین ، زیرافکن ، زیرپای | زیرسیگاری ، زیرنویس ، زیردریایی، زیرشاخه ، زیرگونه ، زیر رشته |
| ژآژ / زاز           | به معنی بیهوده و بی معنی                                                                                                  | ژاژخواهی ، ژاژ گویی ،ژاژ درایی (زاز درایی) ، ژاژ اندر ژاژ                                                                                     | |
| سر                  | این پیشوند غالباً همراه با فعل به‌کار می‌رود.                                                                                | سرآمدن، سرکشور ، سرافسار ، سررفتن، سرریز ، سرچشمه ، سرکش ، سرکشیش.                                                                            | سرپرستار ، سرهنگ ، سرتیپ ، سرکارگر ، سرگرد ، سرنام ، سرواژه ، سرخط |
| س/ اس/ش/ اش         | این پیشوند دیس دیگر پیشوند (ز/هز/آز) است، غالباً همراه با فعل به‌کار می‌رود و به معنی بیرون و هم‌ریشه با ex/ec/e انگلیسی است. | سِگالیدن، ستوه، شِکافتن، شِگرد ، اشکم (شکم) ، شکستن ، شماردن                                                                                     | اسکفتن |
| فر                  | این پیشوند در رساندن مفهوم تکامل، کمال و والایی به‌کار می‌رود.                                                              | فرنشین (رئیس)، فرگشتن (تکامل یافتن)، فرآوری، فرایند ، فرنام ، فرخنده ، فرجام ، فرتور ، فرمهین                                                 | فرگیزه ، فرجود ، فرماندار ، فرگشت. |
| فره                 | به معنی زیادی | فراوان ، فرهیست (بیشترین) ، فرهی (افراط) ، فره داشت ، فره کرد                                                                                 | فره خور ، فره کشیدن ، فره روی (افراط) |
| فرا / فراز/ فراچ    | این پیشوند به معنی والا و بالا به‌کار می‌رود.                                                                               | فراتاب، فرارفتن، فراموش ، فرا رسیدن ، فرخوانی.                                                                                                | فرابری، فرابنفش ، فرا زمانی ، فرا اُستانی، فرانژادی ، فراگیر. |
| فرو                 | این پیشوند به معنی فرود و زیر به‌کار می‌رود.                                                                                | فرورفتن ، فروکشیدن ، فروخاستن ، فروتن | فروسرخ، فروصوت ، فرونشت ، فروکاست |
| فزون                | به معنی زیادی | فزونیدن ، فزونی | فزون کنشی ، فزون خواهی ، فزونکرد ، فزونبها |
| ک / که              | به معنی کوچک و خرد | کَس ، کسان ، کهتر ، کهتری ، کهره ، کهلشتن ، کهاندن                                                                                             | کهیاخته ، کهنا ، کهینه ، کَهبَل |
| کژ / کج / گاژ       | به معنی انحراف ، شکل نا درست ، کاستی                                                                                      | کج اندیش ، گاژدمب (کژدُم) ، کژدار ، کژمنش | کژ روی ، کژنویسی ، کژفهمی ، کژکاری ، کژخوانی ، کژدرایی ، کژراهی ، کژانگشتی ، کژانگاری                                                                                         |
| کَم                  | به معنی کم و اندک | کم خواهی ، کم خوری | کمینه ، کم کاری ، کم برآورد ، کم محلی ، کم خواهی ، کم براوردی ، کم بهادهی |
| گُ                   | این پیشوند به معنی سوا و جدا کردن است.                                                                                    | گداختن، گواردن، گشادن، گزیدن، گریختن ، گسیل ، گماشتن ، گزاردن ، گمیختن ، گسترده ، گسست ، گدازه                                                | گسان ، گسل ، گخیزیدن ، |
| مَت-                 | به معنی با ، باهمدیگر هم ارز با Mit آلمانی و Meta یونانی.                                                                 | مت ایستایی ، مت دیسی | |
| مَس                  | به معنی بزرگ و ارشد | مس دادستان ، مس مُغ ، مس مَنشی | |
| مَه-                 | به معنی بزرگ | مهستان ، مسان | مهبانگ (بیگ بنگ) |
| می-                 | پیشوند ساخت کارواژه ی کنونیک به معنی همیشگی و استمرار                                                                     | می نویسد ، می خواند ، می تواند ، می رساند | |
| میت                 | به معنی دروغین و نادرست                                                                                                   | میت کنشی ، میت گویی | |
| نَ                   | برای منفی کردن فعل ها | نمی تواند ، نمی خواهد | |
| نِ- / نی / نیسی      | این پیشوند معنی «به سوی» و «پایین» می‌دهد.                                                                                 | نگریستن، نشستن، نوشتن، نبرد، نشیب ، نکوهش | نِپاهِش، نپاهیدن، نگریه (نظریه). |
| نا                  | این پیشوند منفی‌ساز است. همان آنا / Ana                                                                                    | ناجوانمرد، نا خردمند، نارس. | ناهمخوانی ، نارسانا |
| نار / نارخ          | این پیشوند برای ترگمان واژه هایی که با Narco در انگلیسی ساخته شده اند برگزیده شده.                                        | نارخوک ، نارکوک ، نارهوشی ، کوکنار | نارخوکین (نارکوتین) |
| نِست- / نیست-/ نهست- | به معنی" نیست و نبود " | نیست موی =کچل | نست بینی = توهم دیداری ، نهست = غایب |
| نیژ                 | به معنی خارج و بیرون | نیژبر | |
| نوز- / نیز/ نیزا    | به معنی هنوز و تا این لحظه است.                                                                                           | هنوز | نوز بود = موجودی ، چیز هایی که تا این لحظه داریم |
| نون-                | به معنی اکنون و زمان حال است.                                                                                             | | |
| وا                  | این پیشوند غالباً همراه فعل به کار رفته؛ بیانگر اعمال فعل با بی‌تفاوتی و حالت ناجور است                                     | وارفتن (با حالت بدی رفتن اشاره به باز شدن) واماندن (با حالت ناجوری ماندن اشاره به هاج و واج)                                                  | واپاشی، واکنش. وا سازش وارفتگی |
| واپِی                | به معنی "از پی" | واپی گویی | |
| ور                  | این پیشوند گاهی معنای (از بالا، از رو) می‌دهد و کلاً معانی متعددی دارد.                                                     | وررفتن، ورآمدن، ورکشیدن ورافتادن، ور انداختن،                                                                                                 | ورقلنبده ، ورامیدن |
| وی                  | برابر پیشوند "گُ". این دو پیشوند می توانند با یکدیگر جایگزین شوند.                                                         | ویماردن ، ویرایش ، ویران ، ویسستن ، ویزیدن ، ویهیزیدن ، ویستردن                                                                               | ویراستاری |
| ها                  | 1-گاهی این پیشوند برای تاکید است. 2- گاه به معنی با و هم و همه هم هست. و برابر Co و Com به پژوهش های بیشتری نیاز است.     | هادادن ، هاپرسیدن ، هانهادن | هابندیدن ، هامتیدن |
| هَچبر-               | به معنی بر روی ، بالا | هچبرتوم = بالا ترین | |
| هَچدر-               | به معنی در زیر Under | هچدرپاد = در زیر پای | |
| هم                  | این پیشوند هم‌ارز homo در زبان انگلیسی است.                                                                                | همراه، هم پرسی ، هم تیغ ، هم رزم ، هم آورد ، هم دم ، هم کیش                                                                                   | همایش ، همجنسگرایی، همایندی ، همنهادی ، هماهنگی ، همرسانی |
| همه / هما / هماگ-   | به معنی همه و جمع است. | همه چیز خواری ، هماگین ، هماکی | همگانی ، همه پرسی، همه توانی |
| هو/خو               | این پیشوند به معنی خوب و نیک می‌باشد و هم‌ارز eu در زبان انگلیسی است.                                                       | هومن، خسرو، خرم، خجیر ، هنر | هونهنگ، هوپرورد، هوگواری، هوهسته، هومرگ. |
| ی / اَی              | ی شکل کنونی "اَی" است. به معنی "به چیزی" است. یافتن = به چیزی رسیدن                                                        | اَیافتن ، اَیاختن ، اَیاریدن ، اَیاوریدن | یافتن ، یاب ، یاختن ، یازیدن ، یاریدن ، یاوَر |
| یان-                | پیشوند تقدس | یان کنش = اعمال مذهبی ، یان گویی = ذکر و دعا                                                                                                  | |